# Mario Bussagli
Mario Bussagli (Siena, 23 settembre 1917 – Frosinone, 14 agosto 1988) è stato un orientalista italiano.

## Biografia
Allievo di Giuseppe Tucci, con il quale discusse la tesi di laurea sull'arte del Gandhāra, si occupò di temi orientali attraverso lo studio della storia dell'arte e delle civiltà dell'India e dell'Asia centrale.
Fu prima bibliotecario e poi primo docente in Italia di Storia dell'Arte dell'India e dell'Asia centrale e Storia dell'Arte dell'Estremo Oriente presso l'Istituto di Studi Orientali dell'Università La Sapienza di Roma.
Nel 1957, la Fondazione Giorgio Cini gli affidò la direzione della sezione di arte e cultura orientale dell'Enciclopedia Universale dell'Arte, mantenuta fino al 1967 quando l'opera ebbe termine. 
I suoi studi non si limitarono alla cultura orientale. Il nome di Bussagli è legato anche a un libro di successo, dedicato a Hieronymus Bosch, tradotto in molte lingue europee.
Fu anche uno spettatore attento della vita culturale italiana, collaborando con la stampa quotidiana, specialmente con Il Tempo.

## Opere
(elenco parziale)
- Letterature indoeuropee dell'Asia centrale, Roma, Gherardo Casini, 1957.
- Profili dell'India antica e moderna, Torino, ERI, Edizioni RAI, 1959.
- Culture protostoriche e arte delle steppe, Roma, Gherardo Casini, 1961.
- Arte del Gandhara, Firenze, Sansoni, (serie Forma e colore: 20), 1965.
- Il Taj Mahall, Firenzi, Sansoni, (serie Forma e colore: 52), 1965.
- Bosch, Firenze, Sansoni, 1966.
- Cultura e civilta dell'Asia Centrale, Torino, ERI, 1970.
- Architettura orientale, Milano, Electa, 1981.
- I re magi : realtà storica e tradizione magica, con Maria Grazia Chiappori, Milano, Rusconi, 1985.
- Attila, Milano, Rusconi, 1986.
- Arte e magia a Siena, Bologna, Il mulino, 1991.